# Novi Matajur
Novi Matajur je tednik slovenske narodne skupnosti v Videmski pokrajini. Vsako leto izide od 49 do 50 številk.

## Zgodovina
Beneški Slovenci so se zgodaj zavedli političnega in kulturnega pomena lastnega glasila v svojem jeziku, zato so ustanovili časopis Matajur, ki že več kot petdeset let spremlja življenje slovenske manjšine v Furlaniji. Prva številka Matajurja je izšla 3. oktobra 1950; izhajal je štirinajstdnevno, svoje uredništvo pa je zaradi hudih nacionalistični pritiskov v Benečiji imel v Vidmu, odgovorni urednik od začetka je bil Vojmir Tedoldi. Leta 1974 je prišlo do spremembe glave v Novi Matajur in uredništvo so preselili v Čedad. Odgovorni urednik je postal Izidor Predan, ki je časopis podpisoval do konca leta 1984. S prvim januarjem 1985 je Novi Matajur začel izhajati tedensko, odgovorna urednica pa je postala Iole Namor. Od leta 1991 je Novi Matajur prešel v last istoimenske zadruge, ki jo sestavljajo uslužbenci časopisa in drugi slovenski novinarji, predseduje pa ji Miha Obit.

## Delovanje
Časopis že 50 let opravlja tri funkcije, ki so še vedno aktualne: informativno, kulturno in povezovalno. Daje vidnost manjšinski skupnosti sami in o njej poroča v širšem slovenskem in furlanskem prostoru. 
Izrednega pomena je kulturna vloga časopisa, kjer bralci spoznavajo lastno zgodovino in kulturno tradicijo. Na njegovih straneh so se generacije beneških ljudi učile pisane slovenske besede in se približevale knjižnemu jeziku. Časopis je dvojezičen, ob standardni slovenščini pa posveča posebno pozornost tudi slovenskim dialektom, od nadiškega do rezijanskega, ki predstavljajo izredno dragocenost in bogastvo.
Še naprej je pomembna tudi njegova povezovalna vloga, saj vzdržuje stike med Slovenci, ki živijo v posameznih obmejnih dolinah videmske pokrajine, z drugimi Slovenci v deželi in predvsem s slovenskimi izseljenci v Evropi in po svetu. Novi Matajur že petdeset let goji dialog tudi s furlanskimi in italijanskimi sosedi, zato je dvojezičen že od samega začetka svojega izhajanja.
Zadruga Novi Matajur je tudi založnik otroške revije Galeb, ki izhaja kot mesečnik med šolskim letom (10 številk od septembra do junija). Razširjena je v slovenskih šolah v Furlaniji - Julijski krajini. Posebno poznost posveča kakovosti besedil in ilustraciji. S podporo slovenskih denarnih zavodov vsako leto pred začetkom šolskega leta izdaja tudi Galebov šolski dnevnik.